# Forcipomyia asticta
Forcipomyia asticta är en tvåvingeart som beskrevs av Jean-Jacques Kieffer 1913. Forcipomyia asticta ingår i släktet Forcipomyia och familjen svidknott. Inga underarter finns listade i Catalogue of Life.